# Breakfast Club
Breakfast Club fue un grupo de música pop estadounidense. Su único gran éxito fue "Right on Track", que llegó al número 7 en los Hot 100 del Billboard en Estados Unidos. La canción fue remezclada para un lanzamiento comercial en un 12 "versión de la danza / juego Club de John "Jellybean" Benitez y fue top ten en la revista Billboard Hot Dance Club Juego.

## Historia
El grupo se formó en Nueva York en la década de 1970, y pasó por varias alineaciones entre ellas una en la que Madonna era la baterista. A principios de 1980, la banda incluyó Madonna, Angie Smit en el bajo, y los hermanos Gilroy, Dan y Ed, tanto en la guitarra (Dan cantó también). Dan Gilroy fue también brevemente novio de Madonna, y finalmente se le permitió cantar algunas voces principales. Madonna finalmente se fue para formar una nueva banda, Emmy.
A mediados de 1980, la banda estaba formada por los Gilroys (con Dan ahora concentrarse exclusivamente en la voz, mientras que Ed siempre todas las guitarras), Gary Burke (bajo), Paul Kauk (teclados) y Stephen Bray (batería). Tanto Bray y Burke había sido previamente Madonna compañeros de banda en los Emmy. Bray también había salido con Madonna durante un tiempo, y, según informes, Madonna había inicialmente le propuso como su reemplazo en The Breakfast Club. [Cita requerida]
Firmaron con el sello ZE y lanzó su álbum homónimo en 1987 en MCA Records, lo que dio lugar al Top Ten EE.UU. hit "Right On Track". Más tarde, Randy Jackson (bajo) y E. Doctor Smith (The Drummstick, percusión) se unió a la banda.
Un segundo álbum fue grabado pero nunca lanzado. Su último single fue un cover de la canción de The Beatles "Drive My Car", de la película License to Drive en 1988. Poco después, la banda se separó. Bray más tarde co-escribió varios grandes éxitos de Madonna. También fueron nominados en la categoría de Mejor Artista Nuevo en los Premios Grammy en 1988, perdiendo frente a Jody Watley. La mayoría de sus videos musicales, incluyendo "Right on Track", fueron filmados por Jeff Stein, director del documental Who, The Kids Are Alright.
Dan Gilroy más tarde pasó a protagonizar Rhyme 'n' Mother Goose Rock como Gordon Oca y en la señora Piggle-Wiggle como Pete el cartero.

## Singles
- 1984 - "Rico Mambo"
- 1986 - "Right on Track" (No. 7 U.S., No. 54 UK[1])
- 1986 - "Rico Mambo" (re-recorded)
- 1987 - "Kiss and Tell" (No. 48 U.S.)
- 1987 - "Never Be the Same"
- 1988 - "Expressway to Your Heart"
- 1988 - "Drive My Car"

- Datos: Q903791